# ランディ・オートン
ランディ・オートン（Randal Keith Orton、1980年4月1日 - ）は、アメリカ合衆国のプロレスラー。総合格闘家。映画俳優。WWE所属。テネシー州ノックスビル出身。「毒蛇」のニックネームを持つ。
祖父のボブ・オートン・シニア、父のボブ・オートン・ジュニアの2人ともプロレスラーであり、ランディ・オートンは3代目プロレスラーにあたる。父のボブ・オートン・ジュニアは、2005年にWWE殿堂入りを果たしており、授賞式ではランディがインダクターを務めた。

## 来歴

### 2000 - 2004年
2000年、MMWA-SICW（Mid-Missouri Wrestling Association-Southern Illinois Conference Wrestling）にてプロレスラーデビューを果たす。
2001年、WWFと契約を交わし入団。傘下団体であるOVWにてトレーニングを開始。
2002年4月5日、WWEに昇格。SmackDown!にて初登場。程なくして肩を負傷し長期欠場するが、試合に出場できない期間は自身の故障の回復具合を具体的な％数値での申告とファンからの応援メールを募集するコーナーである "RNN" で出演を続け、番組中の良いところで必ず割って入るどうでも良いコーナーという趣旨でファンの顰蹙を買うキャラクターとなる。9月、RAWに移籍。
2003年1月20日、スコット・スタイナーとの対戦にてトリプルH、リック・フレアー、バティスタが介入した事をきっかけに、トリプルH率いるユニット、エボリューションにトリプルHの後継者として加入。しかし直後に負傷し長期欠場。復帰後、2003年12月に獲得したIC王座を七ヶ月に渡り防衛。過去10年間で最長の記録となる。
2004年、王者として君臨する期間にはミック・フォーリーと抗争。バックラッシュでは王座の懸かったハードコアマッチ形式で対戦。画鋲の上に落とされ、有刺鉄線で殴られるなど大苦戦の末、有刺鉄線の上にRKOを決めタイトルを防衛。この試合で一気に名を上げた。バッド・ブラッドではシェルトン・ベンジャミンとの王座戦で防衛成功。その後王座陥落後、バトルロイヤルを制し世界ヘビー級王座への第一挑戦権を獲得。8月、サマースラムにて世界ヘビー級王座に挑戦。クロスフェイスをカウンターでのRKOを決めてクリス・ベノワに勝利し、WWE史上最年少24歳で世界ヘビー級王者になる。
こうした経緯もありシングルプレーヤーとして十分に売り出せるようになったと判断され、世界ヘビー級王座獲得の翌日にエボリューションから離脱する。アングル上では、リーダーのトリプルHを差し置いて世界ヘビー級王座を獲得したことが裏切りと見なされ追放された。オートン vs エボリューションの抗争を展開する事になり、9月、アンフォーギヴェンでトリプルHに世界ヘビー級王座を奪取された。

### 2005年
2005年1月、ニュー・イヤーズ・レボリューション、ロイラルランブルにて王座に連続で挑戦するが連敗。4月、WrestleMania 21では、当時レッスルマニア12連勝中のジ・アンダーテイカーに挑戦。また父のボブ・オートンと組み再びヒールターンした。試合ではチョークスラムをRKOで返すなど善戦するも敗れた。5月、ドラフトでRAWからSmackDown!に移籍。しばらく肩の負傷で休養していたが、サマースラム前に復帰し、アンダーテイカーとの抗争を再開。テイカーを撹乱させようとボブ・オートン共々心理戦を挑んだがテイカーの方が一枚上手であった。しかしノー・マーシーにてWWEでは初のハンディキャップ形式の棺桶戦でテイカーに勝利、棺桶ごと燃やした。11月、サバイバー・シリーズのRAW vs SmackDown!対抗戦でSmackDown!代表メンバーに加わるとショーン・マイケルズにRKOを決めてSmackDownに勝利をもたらした。すると試合後テイカーが復活し抗争が再燃、12月のアルマゲドンにてヘル・イン・ア・セル・マッチで対戦。死闘の末に親子共々ツームストーン・パイルドライバーを決められ敗戦した。

### 2006年
2006年1月、ロイヤルランブルにてロイヤルランブルマッチで30番手で参加するも、レイ・ミステリオの優勝を許してしまう。このミステリオの優勝から抗争へと展開。逝去したエディ・ゲレロに対する暴言でミステリオを挑発。3月、ノー・ウェイ・アウトにてミステリオの持つ王座挑戦権を賭け試合を行い、勝利して挑戦権を奪取した。WrestleMania 22では、トリプルスレット形式となった世界ヘビー級王座戦でミステリオ、王者であるカート・アングルと対戦するが敗戦。
WrestleMania 22終了後、WWEより「最低60日の謹慎処分」との発表。7月、謹慎処分を解かれ復帰した。7月15日、サタデー・ナイト・メイン・イベントにて、ハルク・ホーガンの娘であるブルック・ホーガンに接近。それがハルクの逆鱗に触れ、ランディの挑戦をハルクが受ける形でサマースラムで対戦が実現するが、敗戦した。
10月、エッジとタッグチーム、レイテッドRKOを結成。D-Xとの抗争を展開。

### 2007年
2007年1月、ニュー・イヤーズ・レボリューションで行われた世界タッグ王座戦にて対戦相手のトリプルHが大腿四頭筋を断裂し、以降長期欠場に入ったためD-Xとの抗争は不完全燃焼に終わる。その後エッジとの不仲を仄めかしながらWrestleMania 23のマネー・イン・ザ・バンク・ラダー・マッチにエッジと共に参戦。ラダー上からのRKOを決めるなど健闘したものの敗戦。
レイテッドRKO解消後、冷血さが前面に出され、「相手の顔面を蹴り飛ばし負傷させるパフォーマンス」を行うようになり、このムーブがそのまま「パントキック」としてフィニッシャーに昇華。マイケルズやロブ・ヴァン・ダムに長期出場の負傷を負わせるというアングルを演出。グレート・アメリカン・バッシュではダスティ・ローデスとテキサス・ロープ・ルールで対戦し勝利。
7月、世界王座を狙うようになり、サマースラムにてシナの持つWWE王座に挑戦するも敗戦。アンフォーギヴェンでシナに反則勝利を収めた。王座を争っていたジョン・シナとミスター・ケネディの試合中、ケネディへのヒップトスのミスで右胸筋を断裂し、シナの長期欠場が発表される。これに伴い王座は空位となり、ノー・マーシーでビンス・マクマホンからWWE王座が授与された。しかし、ビンスを挑発し無理やり王座戦を組ませたトリプルHに1試合目で敗れ、早々に王座を奪われる。トリプルHは王者としてウマガと対戦し防衛。最終試合、オートンのその日2試合目、トリプルHには3試合目となるラストマン・スタンディング・マッチ形式で戦い勝利し、この日だけで2回WWE王座を獲得した。
10月8日、RAWにて電撃復活したマイケルズと抗争を開始。サイバー・サンデーでは反則による敗戦で王座を移動せず死守。スウィート・チン・ミュージックを喰らっていたオートンは11月、サバイバー・シリーズでのマイケルズとの再戦でマイケルズのスウィート・チン・ミュージックを反則とするルールを適用。一瞬の隙をついてRKOを決めて王座を防衛。
12月、アルマゲドンにて電撃復帰したクリス・ジェリコと対戦。しかし、ジョン・ブラッドショー・レイフィールドの乱入により反則での敗戦となり王座を防衛。

### 2008年

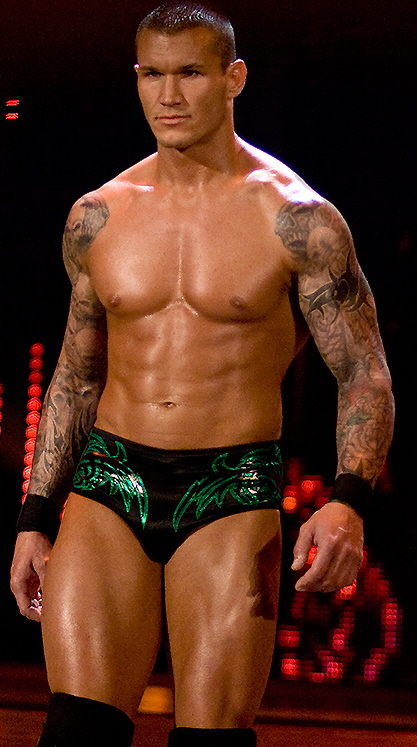

2008年1月、ロイヤルランブルにてジェフ・ハーディーと対戦して王座を防衛。
2月、ノー・ウェイ・アウトでは、ロイヤルランブルで電撃復帰し、優勝を飾ったジョン・シナと対戦。反則による敗戦で王座を防衛。3月、WrestleMania XXIVにて、トリプルHとシナを相手に三つ巴戦で防衛に成功。4月、バックラッシュにてシナ、トリプルH、JBLとのエリミネーション形式4ウェイ戦でトリプルHに王座を奪取される。
王座陥落後、トリプルHと抗争を展開。ジャッジメント・デイでは金網戦、ワン・ナイト・スタンドではラストマン・スタンディング戦で王座に挑むが連敗。終盤にトップロープから落下した際に左鎖骨を骨折。長期欠場となる。
9月、RAWにて復帰。ダスティ・ローデスの息子であるコーディ・ローデス、テッド・デビアスの息子であるテッド・デビアス、アファ・アノアイの息子であるマヌ、ジミー・スヌーカの息子であるシム・スヌーカといった2世、3世レスラーを従えたユニットであるレガシーを結成。12月、スヌーカ、マヌを追放。コーディ・ローデス、テッド・デビアスと3人で行動を開始。

### 2009年
2009年1月、ステファニー・マクマホンによる平手打ちをきっかけにマクマホンファミリーとの抗争がスタート、ビンス・マクマホンにパントキックを決めて病院送りにする。ロイヤルランブルではレガシーの協力もあり最後はトリプルHを脱落させて初優勝を果たす。
オートンはビンスへの行為をIED（間欠性爆発性障害）と呼ばれる精神疾患が原因であると釈明するもそれでは済まず、シェイン・マクマホンとの抗争に入る。2月、ノー・ウェイ・アウトの反則裁定無しの一戦でシェインに勝利。同月16日、RAWにて再戦したシェインにパントキック、ステファニーにRKOを決めるとトリプルHが駆けつけ、同月20日、SmackDownでトリプルHがステファニーの夫と明かし、抗争を開始。4月5日、WrestleMania XXVにてWWE王座戦で対戦するが敗戦した。同月6日、RAWにてビンスとの試合中にシェイン、トリプルH、さらにオートンのパントキックで負傷中だったバティスタの襲撃に遭う。同月26日、バックラッシュではレガシー vs トリプルH & バティスタ & シェインの6人タッグ形式変則WWE王座戦を行い、勝利してWWE王座を獲得した。
5月、エクストリーム・ルールズではバティスタに金網戦で敗れ王座を失うが、後にレガシー全員で襲撃し休場に追い込む。結果王座が空位になるとトリプルH、ジョン・シナ、ビッグ・ショーとの4wayマッチで勝利。王者に返り咲いた。その後はレガシーを使うなどあの手この手で王座を防衛していたが9月のブレーキング・ポイントでの"アイ・クイット" マッチでシナに敗れ王座を失う。10月のヘル・イン・ア・セルではシナに勝利しWWE王者に返り咲くも、ブラッギング・ライツでのアイアンマン・マッチでシナに再び王座を奪還され、シナが勝利した場合には王座移動するまではシナに挑むことができないという取り決めにより王座戦線から離れる。その後は王座戦の最中に援軍を撃退したコフィ・キングストンに標的を定めて抗争を開始。サバイバー・シリーズの生き残り戦ではコフィに敗退させられるも、TLCのシングル戦でリベンジを果たした。

### 2010年
TLCでシナが王座墜落したことにより再び王座戦線に戻り、コフィ、シナを退けて王座挑戦権を獲得する。ロイヤルランブル2010第４試合のWWE王座戦において王者シェイマスを追いつめるも、終盤コーディが介入をし反則敗けを喫してしまう。裁定後にコーディに暴行を加え、さらに二人の間に割って入ったデビアスにも暴行を加えた。この行為が、ローデスとデビアスの怒りを買う事になる。エリミネーション・チェンバー2010の第２試合エリミネーション・チェンバー形式WWE王座戦では、当初は共に出場していたデビアスと共闘し、ツーブラトン攻撃を決めたりデビアスがフォールを取られそうになるとランディが助けたりしていた。しかし途中コーディが金網内に投げ入れた鉄パイプで、シナがアティテュード・アジャストメント(FU)の態勢にランディを持ち上げた際に頭部をそれで殴られ、シナをも鉄パイプで殴打したデビアスにフォールを取られ敗退するという屈辱を味わう。これを機に、オートンはレガシーから追放され、同時にデビアス＆ローデスとの抗争が始まり、3月28日のWrestleMania XXVI第３試合トリプル・スレット・マッチ（三つ巴戦、３WAYマッチ）でデビアス＆ローデスと対決。途中二人がかりの攻撃に苦戦する場面もあったが、コーディの攻撃でマットに沈んだランディに対し、コーディが次の攻撃の為コーナーに上っている隙にデビアスが横取りフォールに行った事で仲間割れが生じ二人がランディそっちのけで激しくやりあう事態となる。その後は連携もちぐはくとなり、一度は、コーディにRKOを決めようとしたランディをデビアスが場外に引きずり出すが、直後同士打ちをししてまう。結局ランディがコーディにパントを決めた際、デビアスはランディが寄ったコーナー下に居ながら介入する事なく見捨ててしまう。その直後デビアスにRKOを決めランディはフォール勝ちを収める。それと同時にベビーターンも果たした。同月29日、RAWにてシナとタッグを組んで試合を行った
エクストリーム・ルールズでは世界ヘビー級王座、フェイタル・4ウェイではWWE王座に挑戦するがいずれも王座獲得ならず。オーバー・ザ・リミットでもエッジと対決したが引き分けに終わる。
サマースラムでは抗争中にあったシェイマスと王座戦を戦ったが王座奪回に失敗。続く ナイト・オブ・チャンピオンズでの6パックWWE王座戦ではシェイマスを葬り王者に返り咲く。
ヘル・イン・ア・セルではヘル・イン・ア・セル・マッチにてシェイマスの挑戦を退けた。
サバイバー・シリーズにてネクサスのウェイド・バレットと王座戦を行い、防衛した。11月22日、RAWにてバレットと王座戦を行うが、シナの乱入に助けられ勝利を収める。だが直後にザ・ミズにマネーの権利を行使され、王座から墜落した。TLCでは王座が懸かったテーブル戦でミズと再戦するが敗れる。

### 2011年
TLCで不本意な敗北を喫したことにより、ミズと抗争を繰り広げ、ロイヤルランブルでの王座挑戦権を獲得する。王座戦ではネクサスの妨害により王座獲得を見逃し、続くランブル戦でも優勝には至らなかった。これを機にCMパンクが2008年のアンフォーギヴェンで世界王座を失ったのはオートンに原因があるとしパンクとの抗争に入る。エリミネーション・チェンバーでは王座挑戦権が懸かったエリミネーション・チェンバー戦に出場。一度はレフェリーのミスでケージから出遅れたパンクを敗退させるが、その判定が無効となり逆にパンクに敗退させられる。WrestleMania XXVIIではパンクと対戦し、勝利した。その後のドラフトにより、SmackDownへ移籍。
SmackDown移籍後、パンクとの確執は続き、エクストリーム・ルールズではパンクとラストマン戦で対決。10カウントダウンを奪い退けた。翌週のSmackDown!ではメイン戦の世界王座戦でクリスチャンを破り、自身2度目となる世界ヘビー級王座を獲得した。オーバー・ザ・リミットではクリスチャンを相手に王座防衛を果たした。
6月19日、キャピタル・パニッシュメントでは直前に起こした脳しんとうにより、出場が危ぶまれていたが予定通りに出場し、世界王座を防衛した。しかし続くマネー・イン・ザ・バンクではクリスチャンにロー・ブローを決め反則負けで王座を失った。これにより王座をめぐる抗争が本格化しサマースラムでは世界王座を奪回した。しかし次のナイトオブ・チャンピオンズでは世界王座を手放してしまい、以降幾度か世界王座に挑戦するが獲得には至らなかった。その後は王座戦線を離れ、コーディ・ローデス、ウェイド・バレットなどと抗争を開始した。バレットとの抗争は、負傷欠場をバレットによって階段から突き落とされたとのギミックに変え、復帰後のノーDQマッチに勝利して終了した。

### 2012年
2012年6月、ウェルネスポリシー違反で60日間の禁止処分されたが7月30日、RAWにて登場。ヒース・スレーターと対戦して勝利した。

### 2013年
2013年、シールドやビッグ・ショーと抗争しており、エクストリーム・ルールズではビッグ・ショーとのエクストリーム戦にて2年ぶりのパントキックで勝利をつかんだ。7月、マネー・イン・ザ・バンクに出場、Mr.マネーとなり王座挑戦の権利を得る。8月、サマースラムにてジョン・シナ vs ダニエル・ブライアンで勝利したブライアンに対して、ブリーフケースを掲げて見せたものの一度は引き返す。しかし直後、特別レフェリーのトリプルHがダニエル・ブライアンを強襲。ペディグリーで失神させる。オートンはリングに上がりマネーを行使し、WWE王座を獲得。トリプルHの指揮する組織オーソリティーのバックアップを受けこれまでのヒール王者同様、自分の王座が脅かされると不平を垂らしたり、反則を使って勝つことの多いキャラクターとなる。
9月、ナイト・オブ・チャンピオンズでダニエル・ブライアンに敗れる。ただレフェリーが高速でカウントをとったのがブライアンとの共謀だったとして王座が剥奪されたため、抗争は続行。 10月6日、バトルグラウンド(PPV)でリマッチが行われるも、ビッグ・ショーの乱入によりノーコンテスト。10月27日、ヘル・イン・ア・セル(PPV)でもリマッチが行われ、特別レフェリーのショーン・マイケルズのスウィート・チン・ミュージックによりブライアンを破り、王座に返り咲く。12月15日、TLC戦の王座統一戦で、ジョン・シナを制しWWE・世界ヘビー級王座を取得することに成功。

### 2014年
2014年1月、RAWにてノンタイトル戦ながら格下のコフィ・キングストンやセザーロに破れる失態をおかすなどスランプに墜ちる。ロイヤルランブル2014ではワイアット・ファミリーの乱入によってシナから王座を防衛。
続くWWEエリミネーション・チェンバーでは、ワイアット・ファミリーやケインの乱入を活かした漁夫の利の状況を利用して王座を防衛。4月、レッスルマニア30にてバティスタとブライアンを挑戦者に迎えたWWE王座戦トリプルスレッドマッチに挑んだがバティスタがブライアンにタップアウトを許し自身が完全に負けていない状態で王座を失った。オーソリティーやエボリューションのメンバーとしてシールドと抗争。劣勢が続くも、シールドはセス・ロリンズの裏切りによって崩壊。ロリンズをオーソリティーの仲間としてベビー勢と抗争を続けるが、ロリンズと対立し始め、PPVヘル・イン・ア・セル翌日のRAWにて、ロリンズと殴り合いになり、トリプルHに制止されるが無視し、RKOを見舞うなど組織に楯突く行動を取り会場を立ち去った。そして、11月3日のRAWにて、ドルフ・ジグラー対ロリンズのIC王座戦に乱入しロリンズを襲い、最終的にオーソリティー総出での制裁行為を受けて組織を追放されベビーターンした。

### 2015年
2015年、オーソリティー追放後2月、ファーストレーンにてロリンズたちがライバック達を痛めつけている所に登場、JJセキュリティーを蹴散らし結果ライバックたちを救出した。翌日のRAWにて、ステファニーに説得されビジネスとしてオーソリティーに復帰、しかし3月9日、RAWにて、ロリンズと組んでロマン・レインズのハンディキャップマッチが組まれ、試合中にロリンズとのタッチを拒否。試合放棄をした為に敗戦。試合後、ロリンズを襲撃して組織から離脱。そして、レッスルマニアでロリンズと決着戦を行い勝利した。

### 2016年
2016年10月25日、SmackDown Liveにてバックステージでプロモーションを行い、ワイアット・ファミリーに加入する事を発表。12月4日、TLC 2016にてブレイ・ワイアットと組んでスマックダウン・タッグ王座を保持するヒース・スレイター & ライノに挑戦。終盤に場外でライノからゴアを決められそうになるとセコンドであるルーク・ハーパーが身代わりとなり、ライノがリングに上がるとワイアットが逆エビ反りで挑発して怯ませるとRKOを決めて勝利。ベルトを奪取した。

### 2017年
2017年1月29日、Royal Rumble 2017にてロイヤルランブルマッチの23番目に登場。最後にロマン・レインズ、ブレイ・ワイアットの3人となる。ワイアットと共闘してレインズを襲うが、ワイアットが落とされて窮地に陥ったもののレインズのスピアーをカウンターのRKOで決めると場外へと投げ落とした。2009年以来、8年ぶりとなる優勝を飾った。4月2日、WrestleMania 33にて因縁のあるWWE王座を保持するブレイ・ワイアットに挑戦。試合中に事あるごとにリング上にミールワーム、ミミズ、ゴキブリなどの虫の映像が映し出され困惑するが最後にRKOを決めて勝利。ベルトを奪取した。

### 2018年
2018年3月11日、Fastlane 2018にてWWE US王座を保持するボビー・ルードに挑戦。セカンドロープから自身に向かってブロックバスターを敢行したルードを捕えるとRKOを決めて勝利。WWE US王座を初戴冠すると共にグランドスラムを達成した。

### 2020年
禁止技に指定されていたパントキックを突如解禁した。ヘル・イン・ア・セルにてWWE王座を保持するドリュー・マッキンタイアに挑戦。王座を奪取した。
2020年11月16日、ロウでマッキンタイアとノーDQ形式で王座戦を行い、敗戦。王座から陥落。TLC2020でフィーンド化したワイアットにファイアフライ・インフェルノ戦で勝利。ガソリンをかけて焼き尽くした。その後、アレクサ・ブリスを巻き込んで抗争を続ける。

### 2021年
4月11日、蘇生したフィーンドとレッスルマニア37で対戦、勝利した。4月26日のロウでリドルとRK-Broを結成した。
8月21日、サマースラムにてロウ・タッグ王座を獲得した。

### 2022年
1月10日、Rawにてアルファ・アカデミー相手にロウ・タッグ王座防衛戦を行い敗北し王座から陥落した。
1月29日、Royal Rumble 2022の男子ロイヤルランブルマッチの29番目に登場するがブロック・レスナーによって撃破された。
3月7日、Rawにてロウ・タッグ王座を奪還する
4月25日、Rawで自身の20周年記念式典に登場した。その日行われた8人タッグマッチではRKOを4回披露し快勝した。
5月20日、オートンとリドルが保持するロウ・タッグ王座、ウーソズが保持するスマックダウン・タッグ王座の両方のベルトを賭けた統一タッグ王座戦が行われるが敗北、そのとき負傷し戦線から離脱する。

### 2023年以降
2023年11月、サバイバー・シリーズで負傷欠場からサプライズ復帰。ウォーゲームズ戦に参加する。
2024年1月、ロイヤルランブル大会では、ローマン・レインズ、AJスタイルズ、LAナイトとの4way形式の統一WWEユニバーサル王座防衛戦が行われた。試合はレインズがスタイルズをピンフォールし、オートンは王座獲得を逃した。
2024年4月、レッスルマニア40で3way形式のUS王座戦に挑むも、ケビン・オーエンズと共にローガン・ポールに敗北し、王座獲得に失敗した。
2025年4月、レッスルマニア41でオープンチャレンジを行う。サプライズ登場したTNA世界王者のジョー・ヘンドリーから勝利した。
2025年6月13日（日本時間14日）のSMACK DOWNでキング・オブ・ザ・リングの予選で勝利。
2025年6月28日に行われたナイト・オブ・ザ・チャンピオンズでキング・オブ・ザ・リング決勝を闘うがコーディ・ローデスに敗れて準優勝に終わる。

## レジェンドキラー
前述のニックネームレジェンドキラー（The Legend Killer）は、エボリューション入団後に与えられたギミックで、以降名だたるレスラーを次々と倒していくことになる。以下にそれを記す。
- エッジ
- クリス・ベノワ
- サージェント・スローター - ランディと同じく元海兵隊員[要出典]
- ジェイク・ロバーツ
- ジェリー・ローラー
- トリプルH
- ショーン・マイケルズ
- ハーリー・レイス
- ファビュラス・ムーラ
- ブッカー・T
- ミック・フォーリー
- メイ・ヤング
- リック・フレアー
- ロブ・ヴァン・ダム
- バティスタ
- ジ・アンダーテイカー
- ケイン
- クリス・ジェリコ
- ダスティ・ローデス
- ビッグ・ショー
- クリスチャン

以下はプロレスラーではないが、倒したことがある。
- エリック・ビショフ
- ポール・ヘイマン
- マーク・キューバン （ダラス・マーベリックスオーナー）

## 得意技

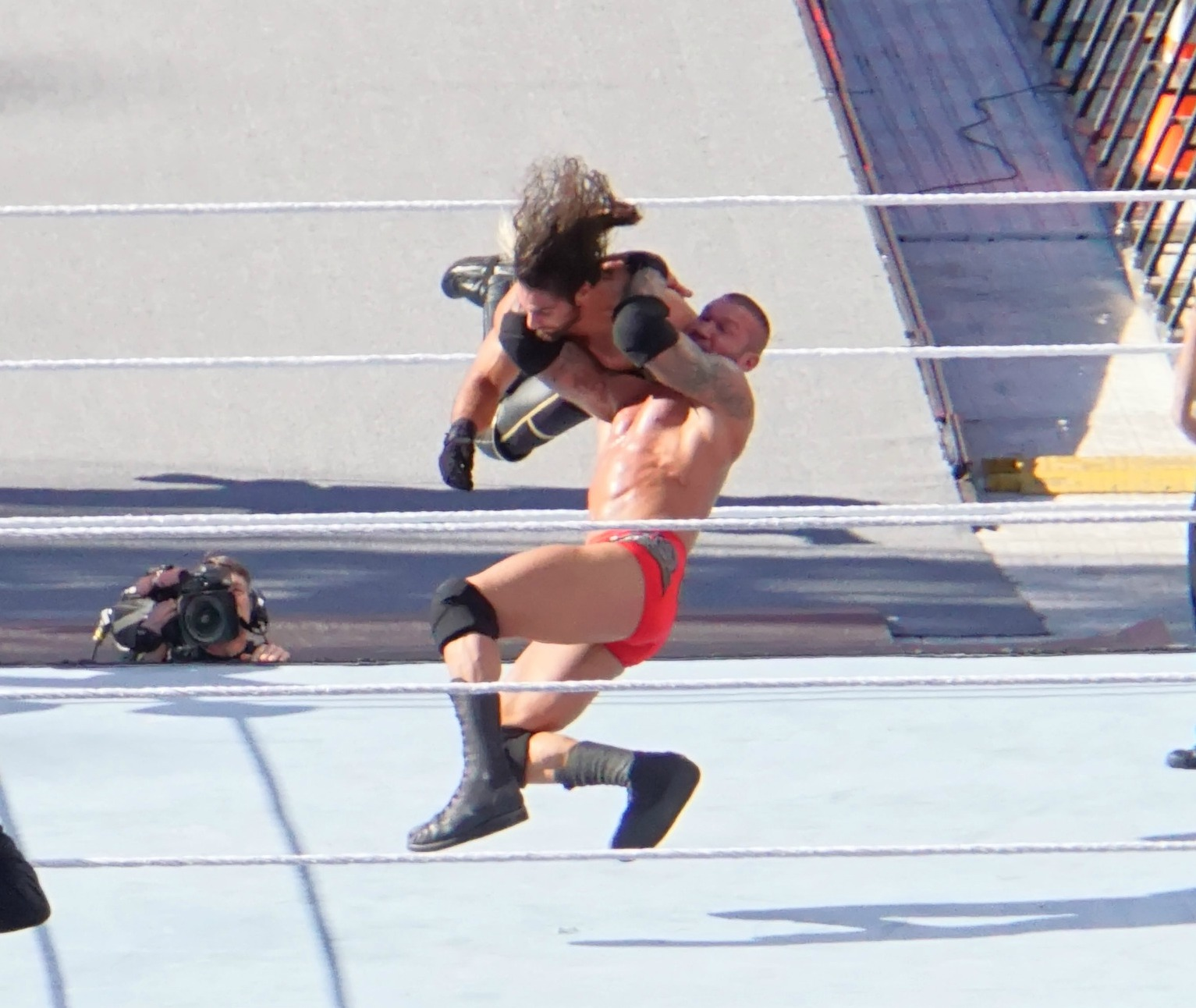
RKO

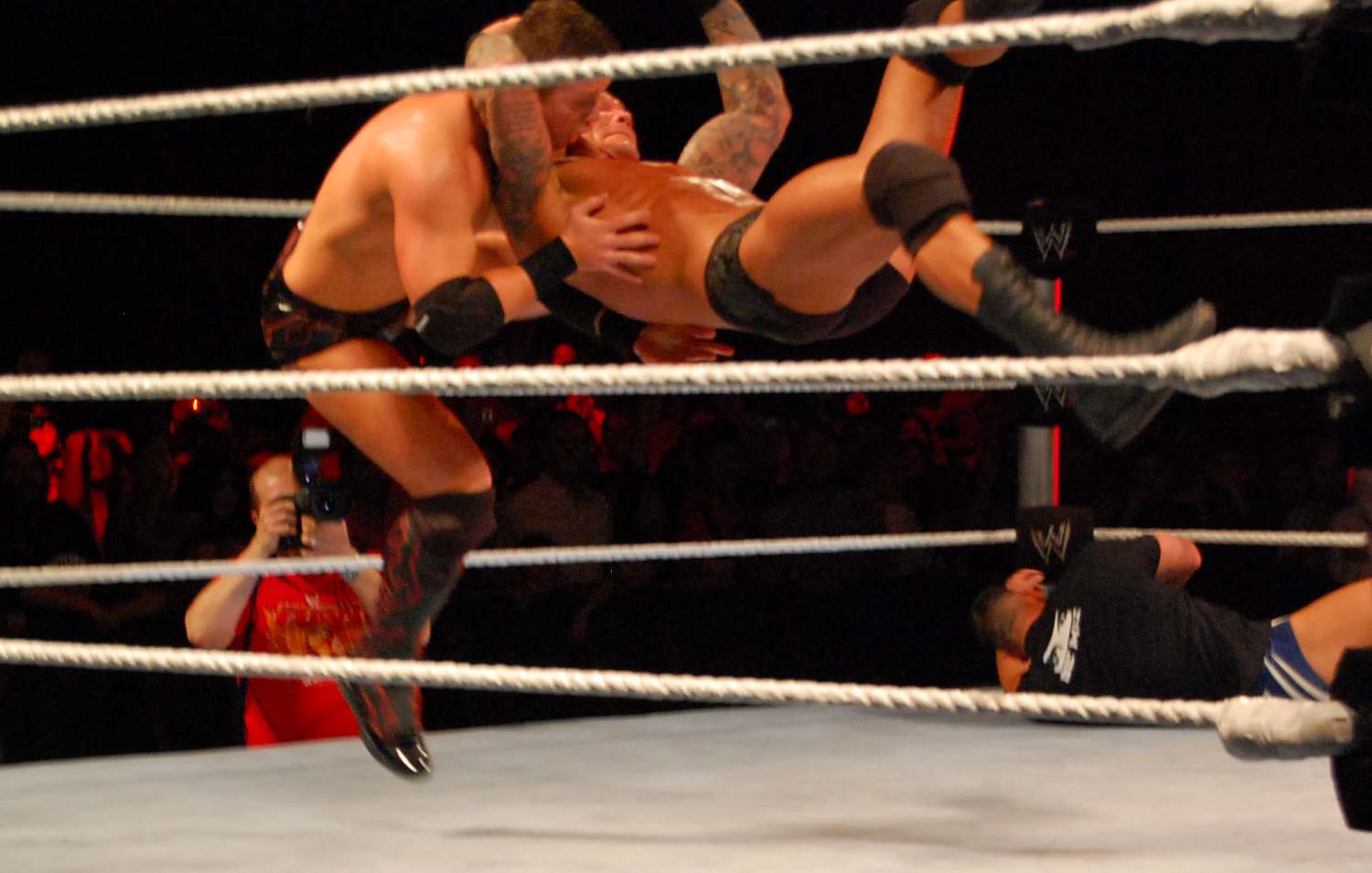
RKO

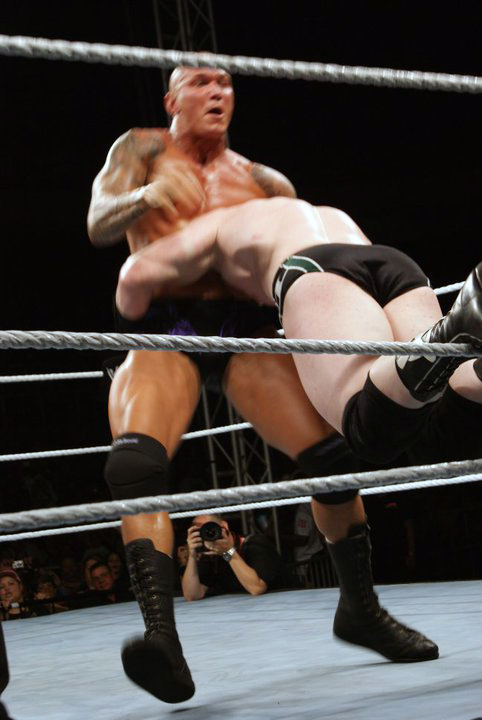
エレベイテッドDDT

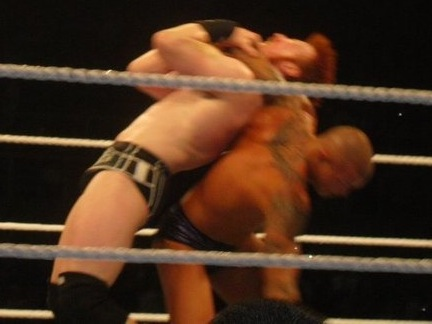
オートンのバックブリーカー

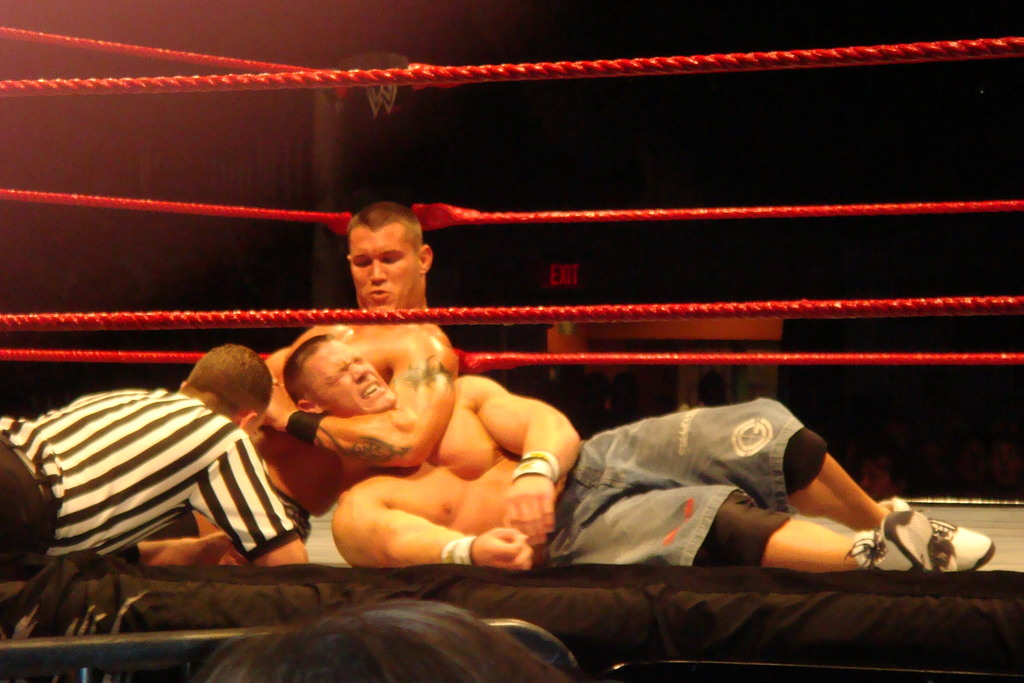
チン・ロック

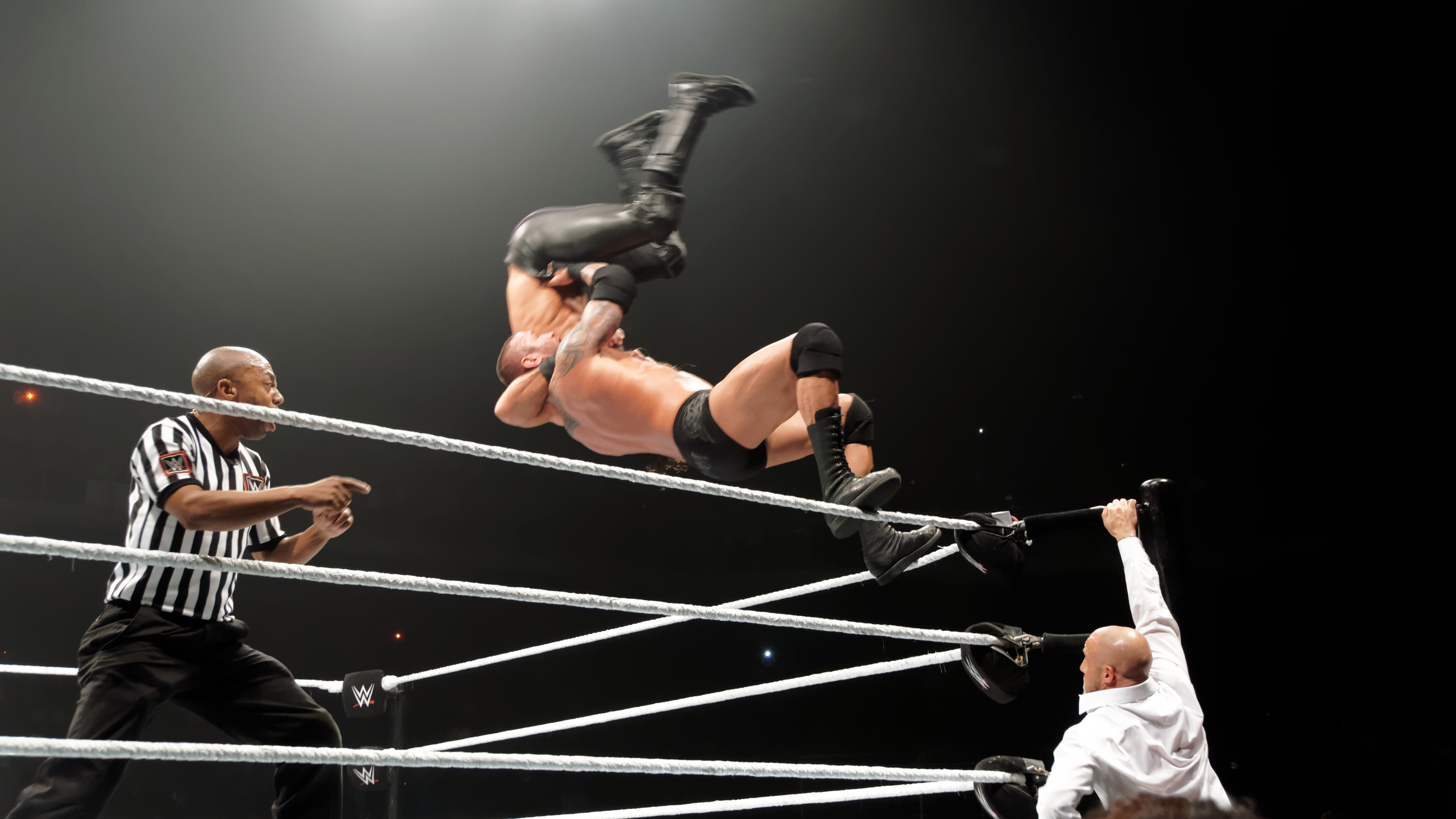
スーパープレックス

### フィニッシュ・ホールド

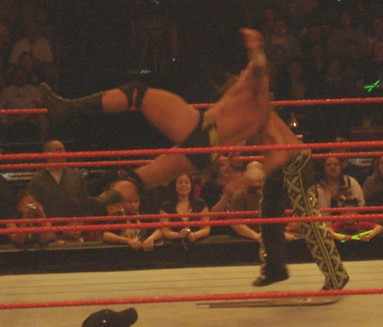
RKO
エボリューション時代から使用を始めた、オートンのフィニッシュホールド。
背中越しに相手の首を右肩に捕らえて放つ、飛びつき式のダイヤモンド・カッター。単純な技であるがそれ故に利便性・汎用性が高く、様々なバリエーションが存在する。何より技を決めるタイミングが抜群で、一撃で試合をひっくり返す。
相手の頭を持つ時片手しか使わないのが特徴でトリプルHなどから「なるべく高く跳んだ方が見栄えが良い」とアドバイスされている。試合終盤に電光石火で浴びせたり、相手をダウンさせた後にオートン特有の両手を大きく広げるアピールをしながら相手の死角に、まわりこむように待機して相手が起き上がってオートンと向き合った瞬間に技を浴びせるという2つのパターンが基本となっている。空中技へのカウンターとして使用される際はカウンター・RKOと呼ばれる。
試合だけでなくマイクパフォーマンス中の相手の背後から突如現れて不意打ちで敢行するケースも多く、実況のマイケル・コールが「RKO Outta Nowhere!（電光石火のRKO!）」と叫ぶのが定番となっている。
ランニング式、又は飛びついてカウンター式、片腕で相手の首をホールドするジャンピング式のダイヤモンド・カッター。技名の由来はファイアーマンズキャリー式の同型技であるTKOと、自身のフルネーム(ランディ・キース・オートン)を掛けたもの。RVDへの頭から落ちる垂直落下式や、エヴァン・ボーン、レイ・ミステリオなどの飛び技をカウンターした一撃は衝撃的であり、返し技や奇襲技としても利便性が高い。技の単純さも相まって非常に汎用性の高い技になっている。2008年頃からこの技の前のアピールが拳立て伏せの姿勢で床に這って相手を待ち構える派手なものになり始め、またタトゥーやスキンヘッドなどの要素も相まって「バイパー」（毒蛇）のニックネームが定着した。
ポップアップ式・RKO
相手を上空へ高々と放り投げ、落下してきた相手の頭部を空中で捕獲して繰り出すポップアップ式・RKO大一番の試合で使用する。
スーパー・RKO
雪崩式で放つRKO。自ら、セカンドロープに登り放つバージョン、トップロープに登って相手と正面に向き合い両腕で頭を掴んで仕掛けるバージョンの2種類が存在する。
パントキック
倒れて起き上がろうとしている四つん這い状態の相手の左側から走りこみ、頭部への強烈な蹴りを入れる技。
RVDやショーン・マイケルズ、バティスタ、トリプルH、クリス・ジェリコなどをアングル上で長期離脱させた。レッスルマニア24ではこの技でWWE王座の防衛に成功した。この技を喰らった相手は必ず長期欠場ないしフォールを奪われる為、実質オートンの最強のフィニッシュホールドといえる技である。
しかし、相手に警戒され成功率が落ち、更に2012年頃より脳震盪の危険性を重大視したWWEにより禁止技に指定されていた。禁止技指定後も稀にヒートアップした試合などではパントキックの素振りを見せることはあったが成功はしていなかった。
ところが2020年、復帰したエッジとの抗争が加熱した中で突如解禁。以降ドリュー・マッキンタイアやWWEレジェンド達に対しても使用した。
フルネルソン・スラム
2001年～2002年まで使用した技。
オゾン
2003年～2004年まで使用した技。

### 打撃技
ナックルパンチ
2004年のベビーターンからしばらくの間は、左のジャブと右ストレートの連携を頻繁に使用していた。
エルボー
ヨーロピアンアッパーカット
アッパーエルボー。パンチからの連携や、コーナーやロープに追い詰めた相手によく使用する。
エルボー・スタンプ
バックハンド・チョップ
自分単独ではあまり使用しないが、チョップなどの打撃合戦になるとハードヒットも見られる。
クローズライン
ドロップキック
打点が高いのが特徴的なドロップキックである。稀にコーナー上の相手や飛び技をしかけて来た相手にも使用する。
ジャンピング・ニードロップ
ガービン・ストンプ、ジャンピング・ニードロップコンボ。
ストンピングからジャンピング・ニードロップのコンボ技。
相手の右腕、胸部、左腕、左足、右足と順番に力強く踏みつける連続式のストンピング。最後はジャンピング・ニードロップで相手の顔面、頭等を目掛けて決めて攻めるコンボ技。ヒールターン中では特にしつこく行うのが特徴。肉体的ダメージだけでなく精神的ダメージも与えるシグネチャー・ムーブ。本家はカナダ出身のレジェンド・レスラー、ロニー・ガービン。
ルー・テーズ・プレス
時折思い出したように使用する。オートンは飛び付いた瞬間に上体を反らせてるのが特徴であり、他の選手と同様、相手を倒した直後にナックル・パンチの連打を叩き込む。
ビッグブーツ
ショルダー・タックル
ダイビング・クロス・ボディー
若手時代から使用している技で、トップロープからの放つクロス・ボディーアタック、高さ・フォーム共に非常に美しいのが特徴である。

### 投げ技
エレベイテッドDDT
ロープ併用DDT。
リング上で待ち構え、セカンドロープからリングインしようとしている相手に仕掛けることが多い。ビッグ・ショーやRVDに対してはコーナーのトップロープに足を掛けてから決めた事もある。以前は自然にセカンドロープにもたれかかった相手にかけていたが最近は自ら相手をロープ外に放り込み技をかけている。以前は、ヴィンテージDDTの技名で使用していた。
インバーテッド・ヘッドロック・バックブリーカー
相手と背中合わせになった状態で相手の首を片腕で巻き込んで自分の背中に乗せてのけぞらせ、勢いよく膝を突くことでダメージを与える。攻勢に転じるときに繰り返す。
パワースラム
強烈なクローズラインからの連携で使用することが多く非常に高速で決めるのが特徴である。この技の後相手がエプロンに転がって逃げた隙に上記のロープ併用DDTにつなげることが多い。
スープレックス
スーパープレックス
2011年頃から多く使用される。
バック・スープレックス
抱え式バックドロップを使用。
実況テーブルへのバック・スープレックス
実況席の前で相手を後ろから抱え上げ、相手を投げ落とす。テーブル自体はほとんど壊れないのが特徴。
フォールアウェイ・スラム
2017年から使用されている。
エクスプロイダー・スープレックス
2013年頃から使用。Tボーン・スープレックスと呼ばれることも多い。前から相手の片足と首を抱え、後方へ投げ飛ばす。本家エクスプロイダーよりも足の抱え方はキャプチュードやフィッシャーマンズ・スープレックスに近い。
アングル・スラム
2010年12月頃つなぎ技として使い始めた。上記のエクスプロイダーを使い始めてからはあまり使用されない。
パワーボム
2010年12月頃、ザ・ミズとの抗争でテーブル戦を行うことになったためか使い始めた。以降はRKOでテーブル葬をするようになったためか殆ど使用されていない。
変形ネックブリーカー
カナディアンバックブリーカーの状態に相手を担ぎ、体勢をずらしつつ、自らが背中から倒れこむのと同時に、相手の後頭部をマットに叩きつける技。近年では殆ど使用されず、相手が軽量級の選手の時に稀に繰り出す程度である。

### 関節技、絞め技
スリーパーホールド
チン・ロック
激しく動いて相手の顎と上頭部をフックして首を捻り締め上げるのが特徴。この技の動きの派手さも「バイパー」のイメージに一役買っている。ヒールターン時によく使用する。ちなみにオートンのチン・ロックは本気で締めているので、対戦相手は苦しんでいる。
ボストンクラブ
初期のクリス・ジェリコのようにあまり腰を落とさずに高角度で掛けることが多い。
ハーフボストンクラブ
フルネルソン

## 獲得タイトル
WWE

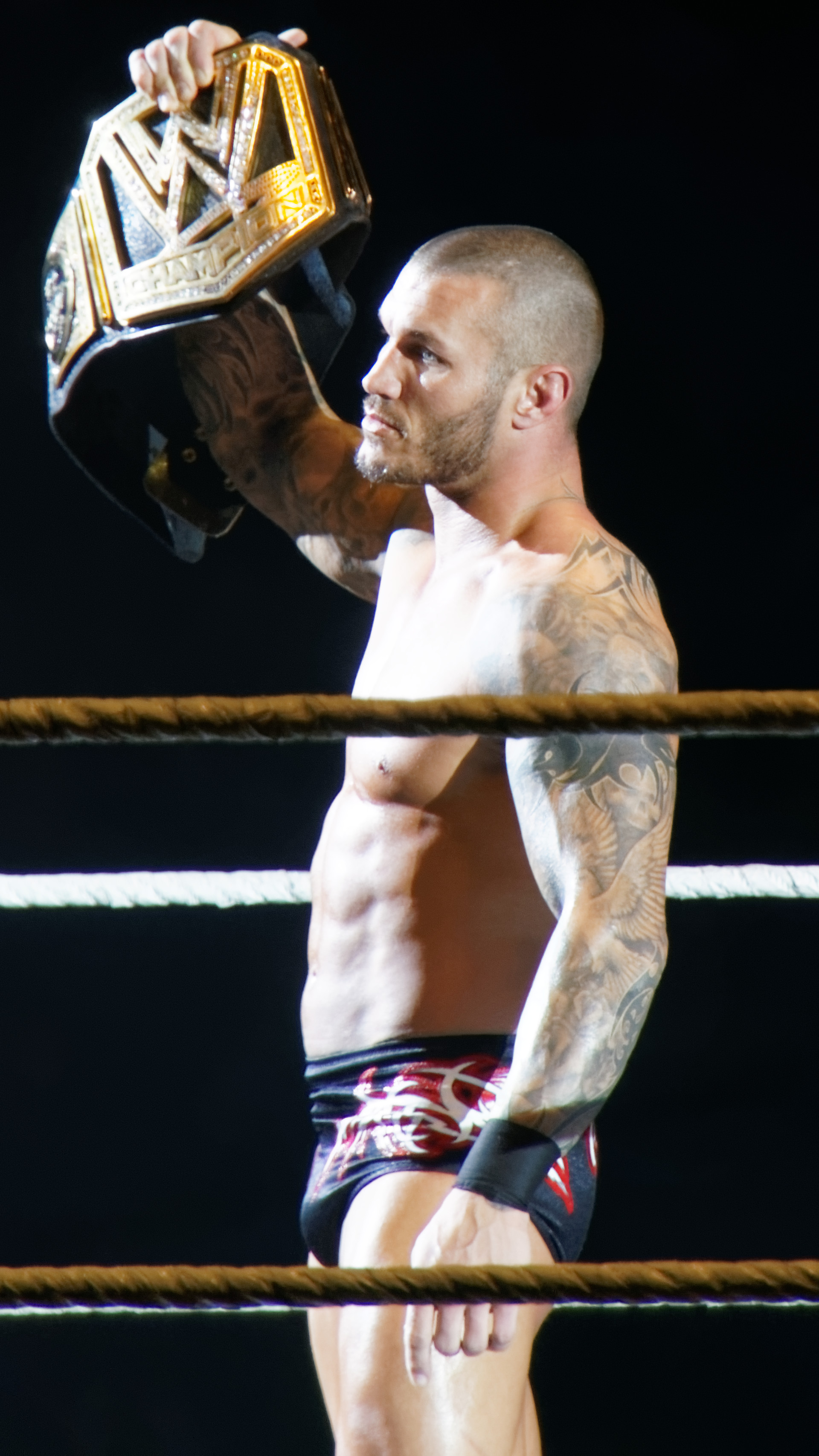
WWE王座

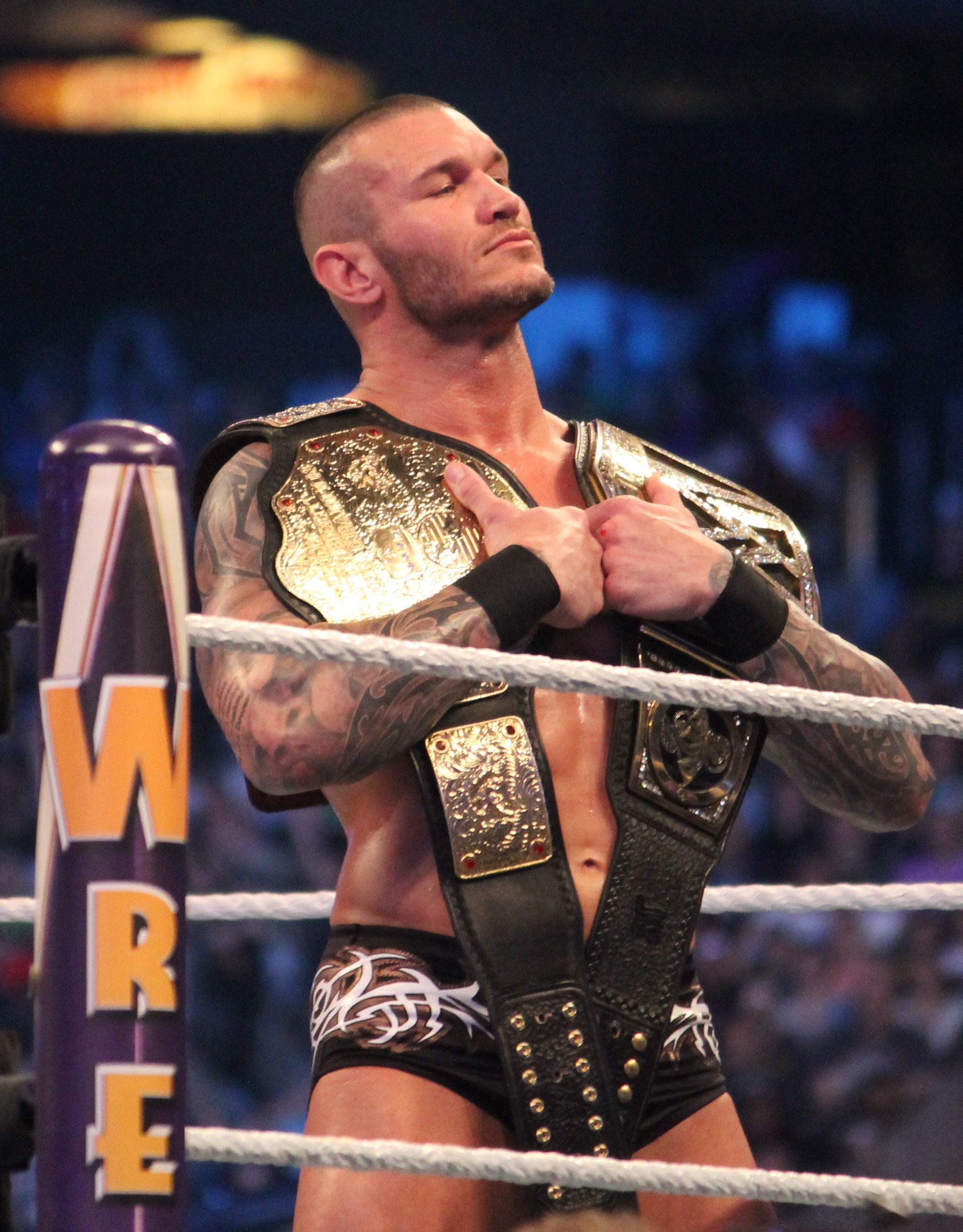
WWE王座 / WWE世界ヘビー級王座

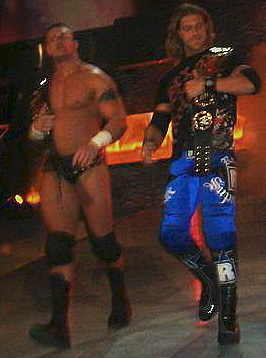
WWE世界タッグ王座

- WWE王座 / WWE世界ヘビー級王座 : 10回
- 世界ヘビー級王座 : 4回 （2004年獲得時史上最年少、24歳）
- WWE世界タッグ王座 : 1回

w / エッジ
- WWE・ロウ・タッグ王座 : 2回

w / リドル
- WWE・スマックダウン・タッグ王座 : 1回

w / ブレイ・ワイアット & ルーク・ハーパー
- WWE US王座 : 1回
- WWE IC王座 : 1回
- トリプルクラウン達成
- グランドスラム達成
- ロイヤルランブル : 2009年、2017年
- Mr.マネー・イン・ザ・バンク : 2013年

OVW
- OVWハードコア王座 : 2回

## その他
- サバイバー・シリーズ伝統の4vs4（あるいは5vs5）エリミネーションマッチで、2003年（チーム・ビショフ）、2004年（チーム・オートン）、2005年（チーム・スマックダウン！）と3年連続でソール・サバイバー（一人生き残り）となった。2006年（チーム・レイテッドRKO）では一転ストレート負けを喫したが、2008年（チーム・オートン）で再び勝ち残り、この試合形式における絶対的な強さを見せ付けた。
- オートンの肩は二重関節である。
- プロレスラーになる前はアメリカ海兵隊に志願入隊していた。しかし1年後、2度の無断外出と上官に対しての命令不服従により、不名誉除隊処分を受けており、非常に鼻っ柱が強いことで知られる。
- 2005年11月、サマンサ・スペノとの婚約を発表した。
- アンドレ・ザ・ジャイアントに子供の頃、よく遊んでもらったと語っている。
- 以前は若さもあって素行不良などが多く、バックステージでの評判は良くなかった(罰として、2年間ほどトップのタイトル戦線からはずされた)が、最近は改善されてきている。
- オートンはベビーターンについて強く否定しておりベビー自体も好きではないと語っていたが、2009年後半から自然と観客から大きな声援が上がるようになり、結果ベビーターンした。2019年現在では試合後に選手が勝ち名乗りを上げているところへ乱入してRKOを決めるなど、行動自体はヒール寄りではあるが、自身の試合では反則行為をしない、バックステージや試合後に相手に対して暴行を加えない等、完全なヒールとは言えず、どちらかというと「他者と群れる事のない粗野な一匹狼」的ポジションである。
- 宿敵であるジョン・シナとは、仕事が終わった後一緒に帰ったり、食事に行くなど仲が良い。また、しつこくシナをブーイングしているファンの胸ぐらを掴んだという逸話もある。

## 入場曲
- Live in Fear（Mark Crozer）
- Voices（Rev Theory） - 現在使用中
- This Fire（Killswitch Engage）

一度だけ使用したがパフォーマンスが合わず再びBurn In My Lightに戻した。後にCMパンクが使用した。
- Burn in My Light（Mercy Drive）
- Line in the Sand（Motörhead）

エボリューション在籍時に使用。
- Evolve
- Blasting